# Arabische Supercup
De Arabische Supercup was een Arabische voetbalcompetitie tussen de kampioen van de Arabische Champions League en de Arabische Beker der Bekerwinnaars. De competitie startte in 1992 met een officieuze supercup en vond dan van 1996 tot 2002 plaats. 

## Winnaars
| Seizoen | Winnaar              | Runner-up         |
| ------- | -------------------- | ----------------- |
| 2001/02 | Al-Hilal KSA         | Al-Nassr KSA      |
| 2000/01 | Al-Shabab KSA        | Al-Faysali JOR    |
| 1999/00 | MC Oran ALG          | Al-Jaish SYR      |
| 1998/99 | Al-Ahly EGY          | Club Africain TUN |
| 1997/98 | Al-Ahly EGY          | OC Khouribga MAR  |
| 1996/97 | Espérance Tunis TUN  | Riyadh SC KSA     |
| 1995/96 | Al-Shabab KSA        | Al-Hilal KSA      |
| 1992/93 | Wydad Casablanca MAR | Al-Hilal KSA      |